# Національна філармонія Польщі
Національна філармонія Польщі (пол. Filharmonia Narodowa) — один із головних музичних закладів Польщі, розташований у столиці країни — Варшаві, за адресою вулиця Ясна, 5.

## Історія

### До Другої світової війни
Перша будівля філармонії була зведена в 1900–1901 роках за проектом архітектора Кароля Козловського. Відкриття відбулося 5 листопада 1901 року, концерт відкривав Ігнацій Ян Падеревський, який виконав власний фортепіанний концерт та твори Фридерика Шопена.
Будівля, зведена за зразком європейських концертних залів XIX століття, мала еклектичний інтер’єр з елементами неоренесансу та необароко. Її прикрашали скульптури Моцарта, Бетховена, Шопена та Монюшка.
Серед засновників філармонії були банкір Леопольд Юліан Кроненберг і піаніст Ігнацій Ян Падеревський.

### Війна та післявоєнна реконструкція
У вересні 1939 року, під час оборони Варшави, будівлю було пошкоджено, а в 1944 — зруйновано під час Варшавського повстання.
У 1949 році створено державну інституцію «Національна філармонія у Варшаві», а 21 лютого 1955 року відкрито нову будівлю, реконструйовану за проектом Євгеніуша Шпарковського та Генрика Бялобжеського. Новий інтер’єр витримано у стилі соціалістичного реалізму.

## Архітектура
Новозбудована концертна зала розрахована на 1072 місця, а камерна — на 378. У 2001 році встановлено новий орган, створений компанією Karl Schuke Berliner Orgelbauwerkstatt — інструмент має три мануали та 71 регістр.

## Діяльність
Національна філармонія є організатором:
- Міжнародного конкурсу піаністів імені Шопена (від 1955 року)
- щорічного фестивалю сучасної музики «Варшавська осінь»

## Оркестри та колективи

### Національний філармонічний оркестр
Оркестр виступав з відомими диригентами та композиторами: Едвард Ґріґ, Сергій Прокоф'єв, Сергій Рахманінов, Моріс Равель, Ігор Стравінський та ін.

### Національний філармонічний хор
Хор розпочав професійну діяльність у 1953 році. У репертуарі понад 400 творів різних епох — від середньовіччя до сучасності, зокрема твори Кшиштофа Пендерецького. Хор гастролював у багатьох країнах світу.

#### Художні керівники хору
- Збігнєв Соя (1953–1955)
- Роман Куклевич (1955–1971)
- Юзеф Бок (1971–1974)
- Антоні Шалінський (1974–1978)
- Генрик Войнаровський (1978–2016)
- Бартош Міхаловський (від 2017)

## Відомі виконавці
У філармонії виступали:
- Марта Аргеріх
- Артур Рубінштейн
- Мстислав Ростропович
- Святослав Ріхтер
- Євген Кіссін
- Крістіан Циммерман
- та багато інших.

## Нагороди
- 2020 — Фридерик за оперу «Гагіта»
- 2018 — Фридерик за твори Пендерецького
- 2017 — Греммі за альбом із циклу «Пендерецький диригує»
- 2010 — Золотий Орфей від Французької академії ліричної музики
- 2005 — премія «Оскар» за версією японського журналу «Record Geijutsu»